# 박거겸 장군묘
박거겸 장군묘는 대한민국 경기도 안산시 단원구에 있다. 2011년 10월 21일 안산시의 향토유적 제23호로 지정되었다.

## 개요
조선 초기의 무신(武臣)으로 본관은 밀양(密陽), 자는 중공(仲恭), 아버지는 증호조판서 경빈(景斌)임. 1449년 경흥도호부사(慶興都護府事)가 되어 새로 설치된 육진(六鎭)을 수비하여 야인 정벌에 공을 세움. 묘는 화정동에 위치해 있고 좌측에 박거겸 장군 묘가 있고 우측에 부인 진주강씨의 묘가 있으며 두 묘 앞에 묘갈이 있는데 보통 묘갈처럼 정면으로 세운 것이 아니라 세로로 세워져 있어 매우 특이함. 부인 묘 옆으로 근래에 새로 세운 묘갈이 하나 더 있으며 장명등과 망주석 한쌍이 있다.